# روز نبرد
روز نبرد (به انگلیسی: Day of the Fight) فیلمی ۱۶ دقیقه‌ای به کارگردانی استنلی کوبریک با بازی والتر کارتیر محصول کشور آمریکا در سال ۱۹۵۱ است. این فیلم روایتی است از زندگی یک بوکسور درباره آماده کردن خود و رسیدن به روز مبارزه‌اش. این فیلم اولین فیلم ساخته‌شده توسط کوبریک می‌باشد.